# Portanus eliasi
Portanus eliasi är en insektsart som beskrevs av Carvalho och Rodney Ramiro Cavichioli 2003. Portanus eliasi ingår i släktet Portanus och familjen dvärgstritar. Inga underarter finns listade i Catalogue of Life.